# ساموس‌دد
ساموس‌دد (نام علمی: Samotherium) نام یک سرده از تیره زرافه‌سانان است.